# Blood (This Mortal Coil)
Blood è un album del gruppo inglese This Mortal Coil, pubblicato nel 1991 dalla 4AD.

## Il disco
Dopo 5 anni di silenzio, Ivo Watts-Russell (fondatore del gruppo) pubblica l'ultimo album dei This Mortal Coil i cui testi hanno sempre lo stesso sfondo di malinconia: evocano soprattutto i sogni, semplici ma dannosi, e l'amore, così irraggiungibile. Ma la vera specialità del gruppo è il sound tenebroso, i suoni elettronici, la voce fatale.

## Tracce
1. The Lacemaker
2. Mr. Somewhere
3. Andialu
4. With Tomorrow
5. Loose Joints
6. You and Your Sister
7. Nature's Way
8. I Come and Stand at Every Door
9. Bitter
10. Baby Ray Baby
11. Several Times
12. Lacemaker II
13. Late Night
14. Ruddy and Wretched
15. Help Me Lift You Up
16. Caroline's Song
17. D.D.and E.
18. 'til I Gain Control Again
19. Dreams Are Like Water
20. I Am the Cosmos
21. (Nothing Like) Blood